# Mill Ends Park

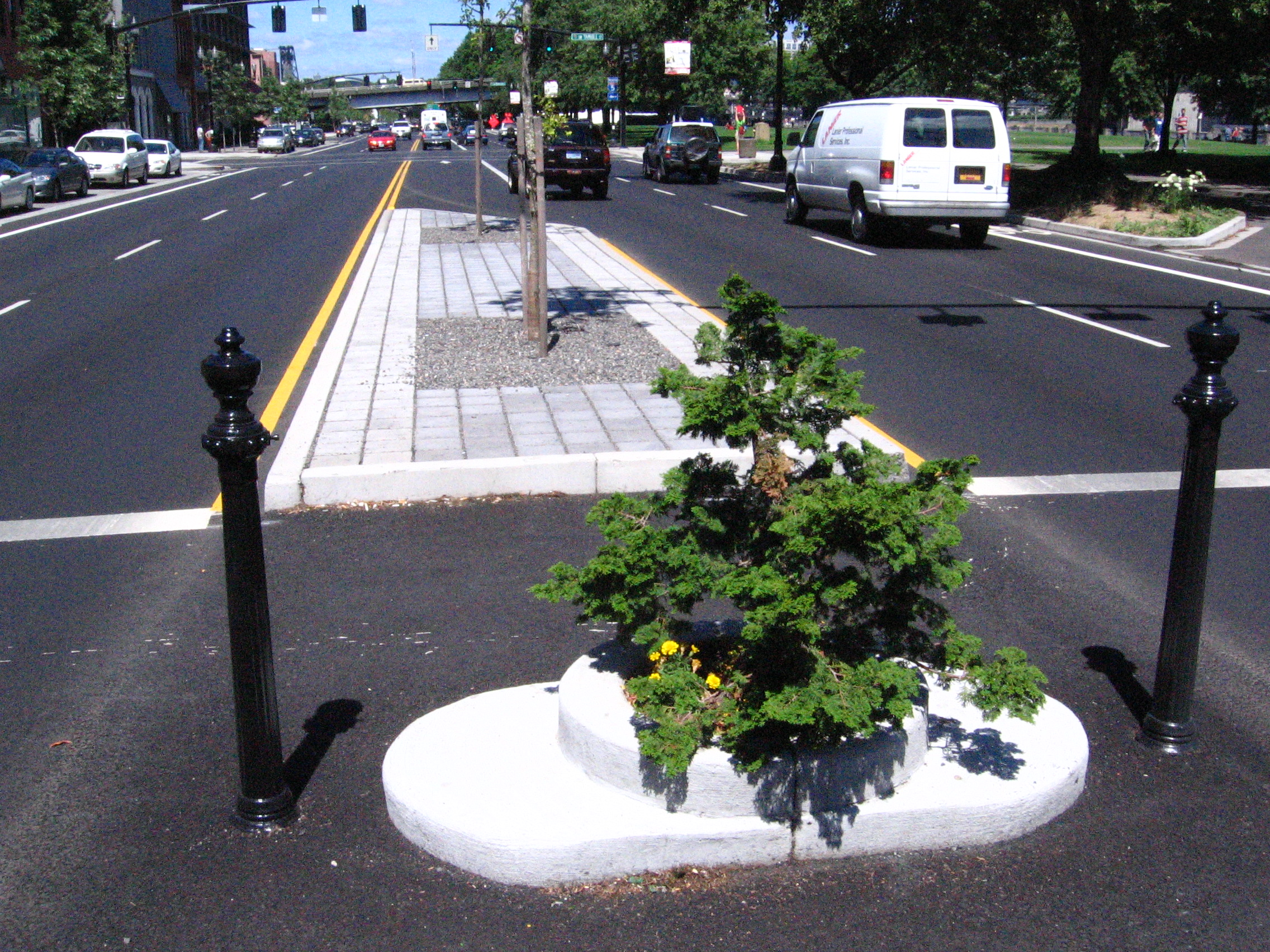
Mill Ends Park, le plus petit parc du monde, ici en 2007.

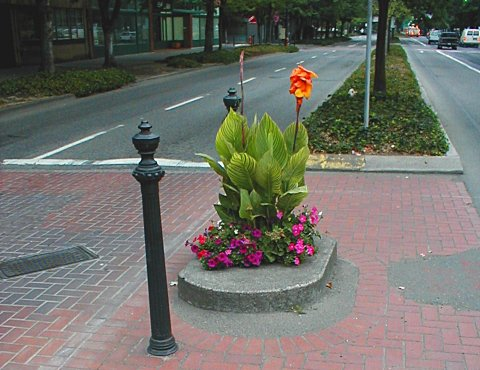
Le parc en été 2004 (avant remodelage).

Mill Ends Park (appelé parfois Mill's End Park par erreur), situé à Portland (États-Unis), est un pot de fleur créé le jour de la fête de la Saint-Patrick en 1948, destiné à être une colonie de Leprechauns et un parcours de choix pour des courses d'escargots. C'était le plus petit parc du monde, reconnu par le Livre Guinness des records.
Le pot de fleur est un cercle de 61 cm de diamètre édifié à l'emplacement prévu pour un lampadaire au milieu d'un boulevard. Le pot de fleur recouvre une surface totale de 0,292 m2.